# Emily Davisonová
Emily Wilding Davisonová (nepřechýleně Emily Wilding Davison; 11. října 1872 Londýn – 8. června 1913 Epsom) byla britská učitelka a feministická aktivistka, která na počátku 20. století bojovala za volební právo žen.
Vyrůstala ve středostavovské rodině, studovala na Royal Holloway College v Londýně a St Hugh's College v Oxfordu a poté se živila jako učitelka a vychovatelka. V roce 1906 vstoupila do Sociální a politické unie žen (Women's Social and Political Union), patřila tedy mezi sufražetky. V té době neměly ženy ve Spojeném království volební právo, nemohly studovat na univerzitách ani vykonávat stejnou práci jako muži. V případě rozvodu děti připadly manželovi. Krom feminismu se hlásila ke křesťanskému socialismu. Na počátku 20. století patřila k nejmilitantnějším aktivistkám, byla devětkrát zatčena a uvězněna, sedmkrát zahájila hladovku a mnohokrát při ní byla na příkaz úřadů nuceně krmena. K jejím metodám protestu patřilo rozbíjení oken, zapalování poštovních schránek či házení kamenů do výkladních skříní. Třikrát se vloupala do Westminsterského paláce a strávila tam noc, mj. i noc během sčítání lidu roku 1911. Zemřela v roce 1913 poté, co během populárního dostihu v Epsomu vběhla na závodiště a byla sražena koněm Anmerem, který patřil králi Jiřímu V. Před akcí nezanechala žádné vysvětlení tohoto činu. V její kapse byl nalezen lístek s nápisem „Volební právo pro ženy“. Spekulovalo se o sebevraždě, nešťastné náhodě, ale i o pokusu na králova koně umístit vlaječku sufražetek. Historikové se shodují pouze na tom, že nešlo o akt boje za práva zvířat, jemuž se Davisonová nevěnovala. Její pohřeb 14. června 1913 uspořádala WSPU. Rakev doprovázel průvod 5 000 sufražetek a jejÍch příznivců a 50 000 lidí lemovalo cestu Londýnem. Rakev pak byla vlakem převezena na rodinný pozemek v Morpethu v Northumberlandu.

## Mládí a studia

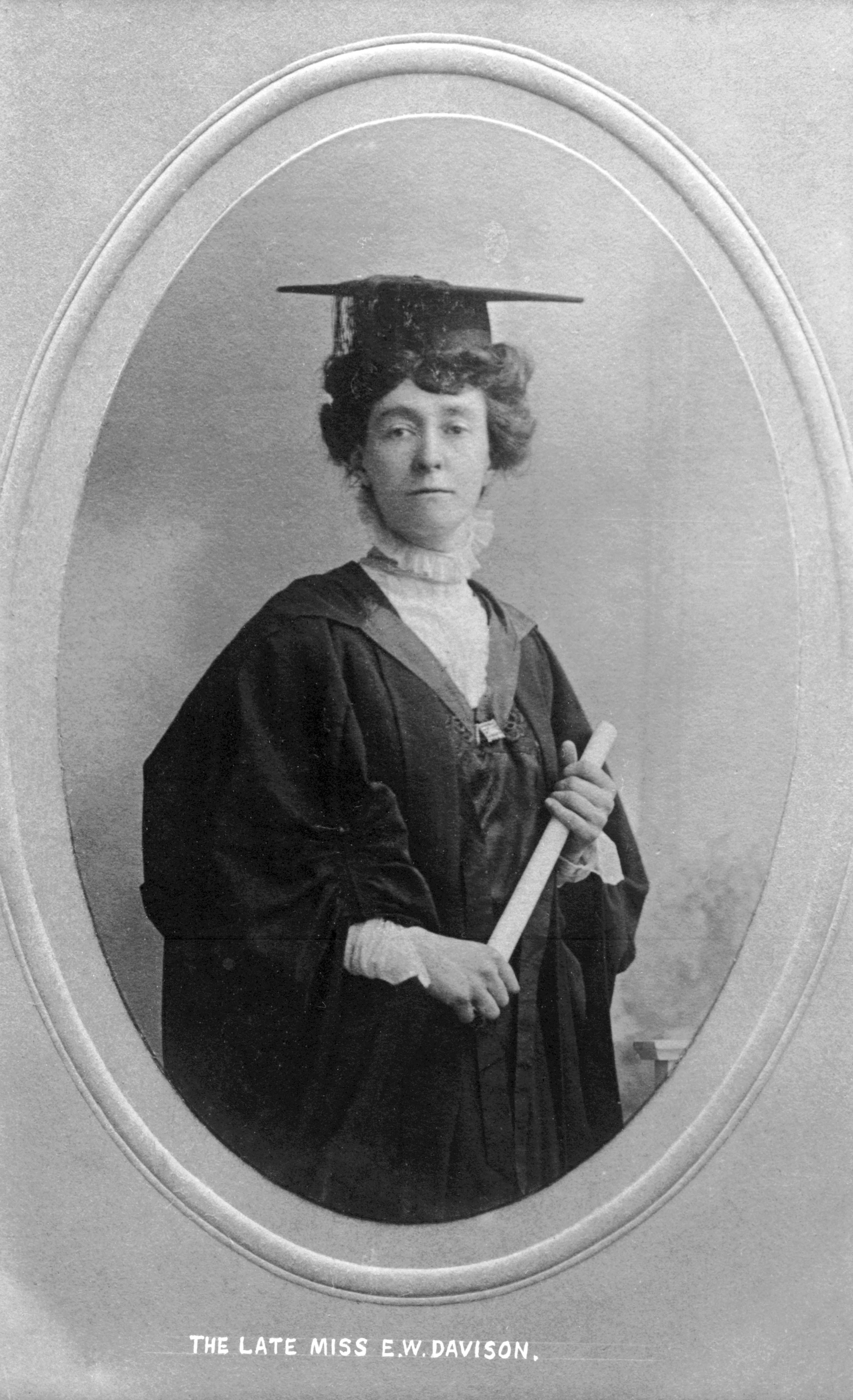
Emily Davisonová v roce 1908

Emily Davisonová se narodila 11. října 1872 v Roxburgh House v Greenwichi na jihovýchodě Londýna jako třetí ze čtyř dětí. Mladší sestra zemřela v roce 1880 ve věku šesti let na záškrt. Rodina se přestěhovala do Sawbridgeworthu v hrabství Hertfordshire a Davisonová se do svých 11 let vzdělávala doma. Po návratu zpět do Londýna chodila do denní školy a rok strávila studiem ve francouzském Dunkerku. Ve 13 letech navštěvovala Kensington High School a později v roce 1891 získala stipendium na Royal Holloway College ke studiu literatury. Počátkem roku 1893 jí zemřel otec a ona byla nucena studium ukončit, protože její matka si nemohla dovolit platit školné.
Po odchodu ze studií se stala vychovatelkou a po večerech ve studiu pokračovala. Našetřila si dost peněz, aby se mohla na jeden semestr zapsat na St Hugh's College v Oxfordu a složit závěrečné zkoušky, ale bez možnosti získat titul. Univerzita tehdy ženám tituly neudělovala. V letech 1895–1896 krátce působila na církevní škole v Edgbastonu a  později přešla na soukromou školu Seabury ve Worthingu. V roce 1898 se stala soukromou vychovatelkou a guvernantkou v rodině v Northamptonshiru. V roce 1902 začala studovat na Londýnské univerzitě a studium ukončila v roce 1908 s vyznamenáním.

## Aktivismus
Davisonová se v listopadu 1906 připojila k Sociální a politické unii žen (Women's Social and Political Union, WSPU), kterou v roce 1903 založila Emmeline Pankhurstová. Po návratu Liberální strany k moci v roce 1906 bylo v následujících letech v parlamentu zamítnuto sedm návrhů zákonů o volebním právu. V důsledku toho se mnoho sufražetek postupem času k dosažení konečného cíle, volebního práva žen, zapojovalo do stále násilnějších akcí. Davisonová se zapojila do kampaní WSPU a stala se funkcionářkou organizace a hlavní organizátorkou pochodů. O tři roky později se angažovala také ve vzdělávání dospělých a v Dělnické vzdělávací asociaci a opustila zaměstnání učitelky a věnovala se unii na plný úvazek.
Začala podnikat stále odvážnější akce, jimiž chtěla upozornit na nerovné postavení žen ve společnosti. Mezi její metody patřilo rozbíjení oken, zapalování poštovních schránek či házení kamenů do výkladních skříní. V březnu 1909 byla poprvé zatčena. Byla součástí skupiny 21 žen, které pochodovaly z Caxton Hall za ministerským předsedou Herbertem Asquithem, aby mu předaly petici požadující volební právo pro ženy. Pochod skončil potyčkou s policií a ona byla za napadení policie při výkonu služby odsouzena k jednomu měsíci vězení. V krátké době následovalo několik dalších uvěznění.
Krátce po jejím prvním pobytu ve vězení přijaly sufražetky ve Velké Británii zásadu, že po svém zatčení okamžitě zahájí hladovku. Zpočátku tato strategie vedla k brzkému propuštění vězněných, protože britské úřady nechtěly nést odpovědnost za jejich smrt. Jak se vláda stále zoufaleji snažila protestující kontrolovat, začaly úřady na tyto hladovky reagovat násilným krmením vězňů. Davisonová podstoupila násilné krmení během pobytu ve vězení v říjnu 1909. Když se zabarikádovala ve své cele, aby se vyhnula dalšímu takovému zacházení, věznitelé její celu zaplavili vodou.
Za své protestní akce byla celkem devětkrát uvězněna, často během pobytu ve vězení držela hladovku a opakovaně byla podrobena násilnému krmení. Ve věznici Holloway se na protest vrhla dolů po železném schodišti, čímž si vážně poškodila páteř. Svých vystoupení u soudu využívala k projevům, jejichž úryvky a citace byly zveřejněny v novinách. Během sčítání lidu v roce 1911 strávila noc ukrytá v prostorách Westminsteru, aby se mohla symbolicky nechat započítat jako osoba přítomná v parlamentu, kam ženám tehdy nebyl umožněn přístup.

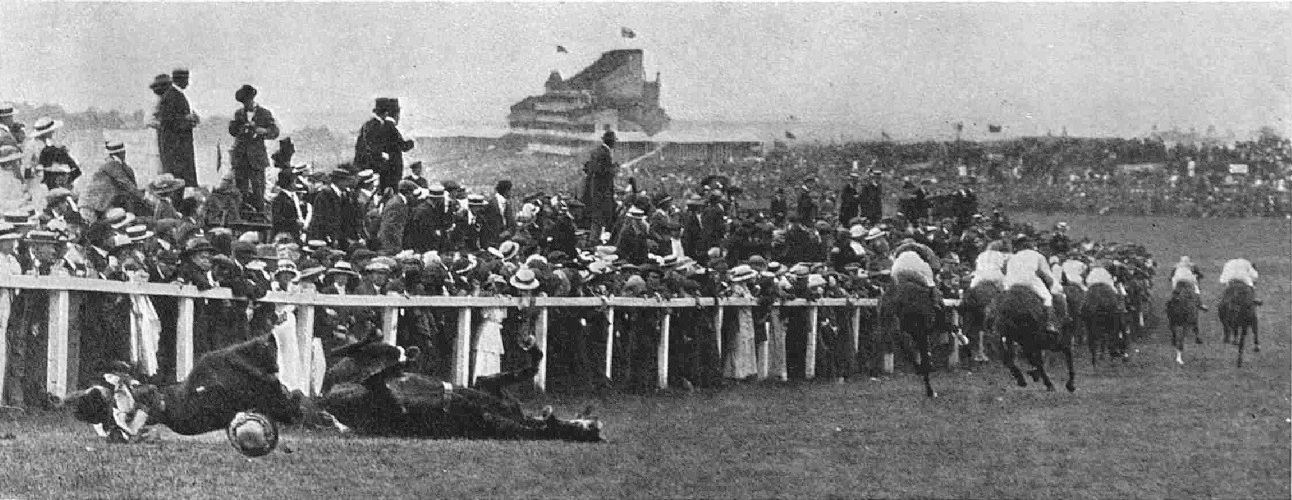
Emily Davisonová při srážce s koněm na dostihu v Epsomu

## Úmrtí při dostizích v Epsomu
Během dostihu Epsom Derby dne 4. června 1913 Davisonová vběhla na trať v okamžiku, kdy kolem projížděl kůň krále Jiřího V. Anmer. Po srážce s koněm utrpěla zlomeninu spodiny lebeční a o čtyři dny později v Epsom Cottage Hospital zemřela. Tragická smrt Emily Davisonové zůstává předmětem debat, zda šlo o plánovanou sebevraždu nebo o protestní akt bez úmyslu zemřít. Ať už to bylo jakkoli, mnozí byli pohoršeni její neúctou ke králi a vlasti a její smrt tak bezprostředně nevedla k politické změně, které chtěla svými činy dosáhnout.

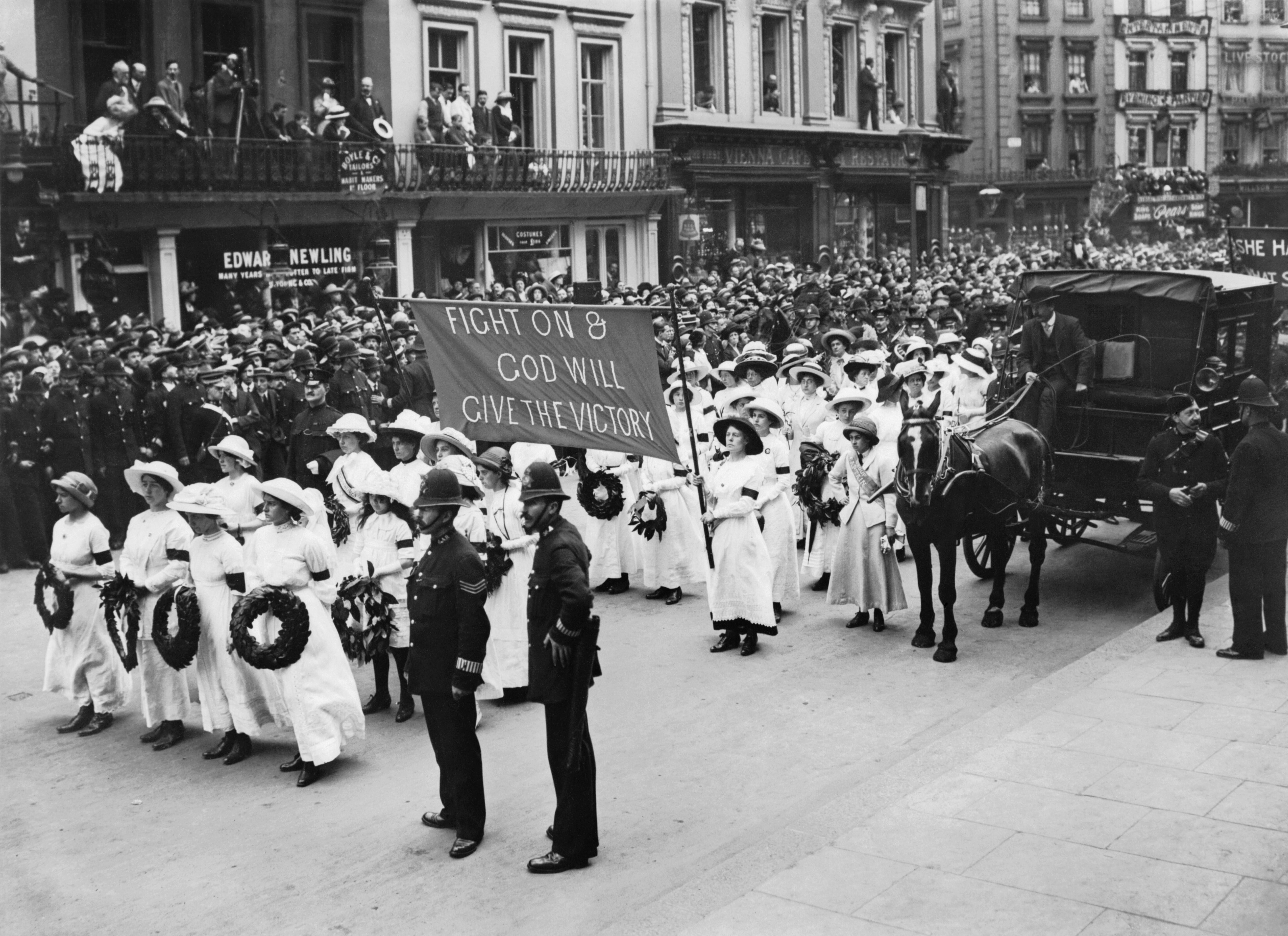
Pohřeb Emily Davisonové

### Pohřeb
Tělo Davisonové bylo 14. června 1913 převezeno z Epsomu do Londýna, na rakvi byl nápis „Bojujte dál. Bůh nám dopřeje vítězství." Smuteční průvod tvořilo pět tisíc žen a stovky mužských příznivců a trasu lemovalo 50 000 lidí. Rakev byla převezena vlakem do Newcastlu upon Tyne a na cestu ji doprovázela čestná stráž sufražetek, na plánovaných zastávkách vlak vítaly davy lidí. Davisonová byla pohřbena v Morpeth a její náhrobek nese heslo WSPU „Skutky, ne slova“.

## Odkaz

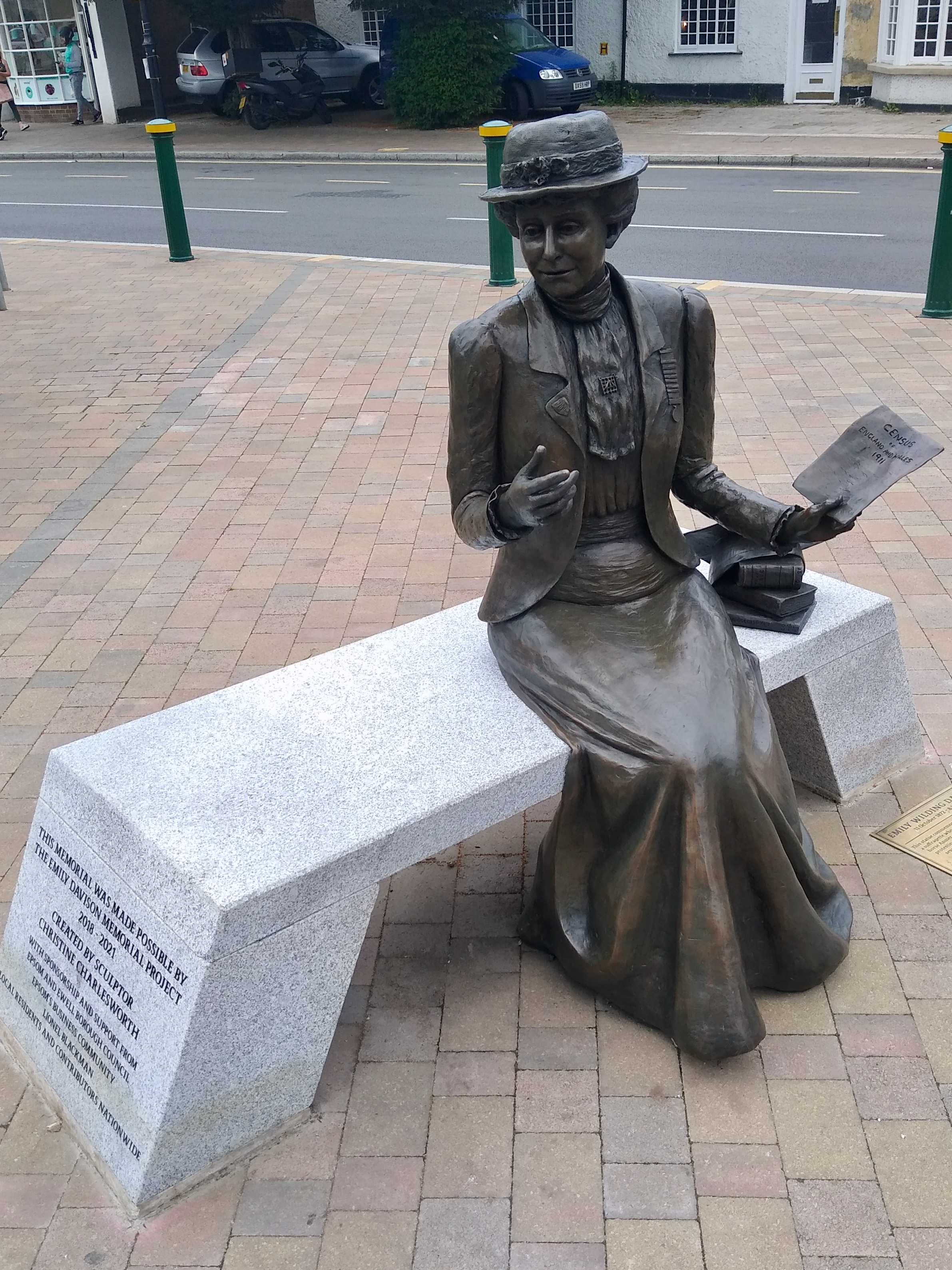
Socha Emily Davisonové v Epsomu

V roce 1918 přijal parlament zákon o zastupování lidu (Representation of the People Act 1918). Mezi změny patřilo i udělení volebního práva ženám starším 30 let, které splnily majetkové podmínky. Na základě této legislativy bylo do volebních seznamů zapsáno 8,5 milionu žen, které tvořily 43 % voličů. V roce 1928 byl zákonem snížen volební věk pro ženy na 21 let, aby byly zrovnoprávněny s muži.
V roce 1990 labourističtí poslanci Tony Benn a Jeremy Corbyn umístili do skříně v parlamentu, v níž se Davisonová před osmdesáti lety ukryla, pamětní desku. V dubnu 2013 byla u příležitosti stého výročí jejího úmrtí odhalena pamětní deska na dostihovém závodišti v Epsomu. Socha Millicent Fawcettové na Parliament Square v Londýně, odhalená v dubnu 2018, obsahuje na podstavci jméno a podobiznu Davisonové spolu s dalšími 58 sufražetkami. Osobní dokumenty Davisonové a předměty související s jejím úmrtím jsou uchovány v ženské knihovně při London School of Economics. Organizace English Heritage odhalila v červnu 2023 na domě na adrese 43 Fairholme Road, Kensington v Londýně, kde Davisonová v osmdesátých letech 19. století bydlela, když navštěvovala Kensingtonskou střední školu, modrou pamětní desku. V roce 2021 byla na tržišti v Epsomu instalována socha Davisonové od umělkyně Christine Charlesworthové.